# Forte Vermelho
O Forte Vermelho (em inglês: Red Fort; em hindi:  लाल क़िला, em urdu:  لال قلعہ ‎) é um conjunto monumental de fortificações em Deli e um grande exemplo da arquitetura indiana. Localiza-se na área hoje conhecida como Velha Deli e foi construído no século XVII. Um viajante desse tempo chegou a se referir ao forte como uma maravilha superior às prometidas no paraíso.
As pedras vermelhas usadas nas paredes deste monumental conjunto arquitetônico indiano não são as mais preciosas, mas influenciaram diretamente seu nome. Aquando da sua construção o soberano era Shah Jahan, o construtor do Taj Mahal. Após a morte da esposa, o rei decidiu transferir de lugar a capital do reino, até então sediada em Agra. Não poupou esforços nem recursos na tarefa de criar a cidade real. Palácios adornados de ouro, prata e pedras preciosas, ladeados por jardins das mil e uma noites, ganharam vida a partir dos desenhos dos arquitetos reais. As riquezas e parte da construção, entretanto, não resistiram aos saques e à deterioração. Ainda assim, o muito que restou do Forte vermelho ainda permite vislumbrar a opulência daqueles tempos remotos.

## Símbolos do poder
Ao todo 11 palácios (mahals) ocupavam seu interior. O destaque eram os salões para audiências, onde o imperador recebia oficiais e embaixadores estrangeiros. Em um deles, uma inscrição não deixa dúvidas sobre a opinião de Shan Jahan: "Se há um paraíso na Terra, é esse!". Mas um dos maiores símbolos da realeza — um trono em formato de pavão, cravejado de pedras preciosas — não está mais ali. O trono, que levou sete anos a ser feito, foi roubado e levado para a Pérsia em 1739.